# Adolf Josef Gerstmann
Adolf Josef Gerstmann (ur. 31 lipca 1855 w Ostrowie – zm. 1921 w Stuttgarcie) – niemiecki pisarz, krytyk literacki, teatrolog, tłumacz. Przewodniczący Niemieckiego Towarzystwa Historii Teatru.
Absolwent Friedrich-Werder Gymnasium w Berlinie oraz filozofii i literatury na Uniwersytecie Berlińskim. Od 1891 roku profesor.
Debiutował jako gimnazjalista dramatem Berlin in Paris (grany przez tydzień w Königsstädtisches Theater). Dziennikarz w Klein Journal, felietonista i recenzent teatralny w Berliner Nationalzeitung. Tłumacz dzieł Alfonsa Daudeta i Iwana Turgieniewa. Dramaturg Berliner Theater i Stuttgarter Hoftheater. Wydawca Theatergeschichtliche Rückblicke. Przewodniczący Niemieckiego Towarzystwa Historii Teatru.